# Ганс-Юрген Дернер
Ганс-Юрген Дернер (нім. Hans-Jürgen Dörner, 25 січня 1951, Герліц — 19 січня 2022, Дрезден) — німецький футболіст, що грав на позиції захисника. По завершенні ігрової кар'єри — тренер.
Виступав, зокрема, за клуб «Динамо» (Дрезден), а також національну збірну НДР.
Володар Кубка НДР з футболу. Чемпіон Єгипту (як тренер).

## Клубна кар'єра
У дорослому футболі дебютував 1970 року виступами за команду «Ґельб-Вайсс Герліц», у якій провів сім сезонів. 
У 1977 році перейшов до клубу «Динамо» (Дрезден) II, за який відіграв 9 сезонів. Більшість часу, проведеного у складі дрезденського «Динамо», був основним гравцем захисту команди. Завершив професійну кар'єру футболіста виступами за команду «Динамо» (Дрезден) у 1986 році.

## Виступи за збірну
У 1969 році дебютував в офіційних матчах у складі національної збірної НДР.
Загалом протягом кар'єри в національній команді, яка тривала 17 років, провів у її формі 96 матчів, забивши 8 голів.

## Кар'єра тренера
Розпочав тренерську кар'єру, ще продовжуючи грати на полі, 1985 року, очоливши тренерський штаб клубу НДР (мол.).
У 1995 році став головним тренером команди Німеччина (мол.), тренував молодіжну збірну Німеччини один рік.
Згодом протягом 1996–1997 років очолював тренерський штаб клубу «Вердер».
Протягом тренерської кар'єри також очолював команди «Динамо» (Дрезден), «Цвікау», «Аль-Аглі», «Локомотив» (Лейпциг) та «Радебойлер», а також входив до тренерського штабу клубу «Динамо» (Дрезден).
Останнім місцем тренерської роботи був клуб «Айнгайт» (Дрезден), головним тренером команди якого Ганс-Юрген Дорнер був з 2013 по 2022 рік.
Помер 19 січня 2022 року на 71-му році життя у місті Дрезден.

## Титули і досягнення

### Як гравця
- Чемпіон НДР (5):

«Динамо» (Дрезден): 1970-71, 1972-73, 1975-76, 1976-77, 1977-78
- Володар Кубка НДР з футболу (5):

«Динамо» (Дрезден): 1970-71, 1976-77, 1981-82, 1983-84, 1984-85
- Олімпійський чемпіон: Монреаль 1976

### Як тренера
- Чемпіон Єгипту (1):

«Аль-Аглі»: 1998-99

### Особисті
- Гравець року в НДР: 1977, 1984, 1985